# Bandrele
Bandrele (Bandrélé) – miasto w południowo-wschodniej części Majotty (zbiorowość zamorska Francji). Według danych szacunkowych na rok 2019 liczy 10 282 mieszkańców. Ośrodek przemysłowy (produkcja soli, zob. sól z Bandrélé). 